# フォアシティ・クラシック
フォアシティ・クラシック（Forcity Classic）は、チェコのシュコダ・トランスポーテーションが展開する路面電車車両ブランドの1つ。車内全体が低床構造となっている100％超低床電車で、ハンガリー、トルコ、ドイツなど世界各地の路面電車路線に導入されている。

## 概要

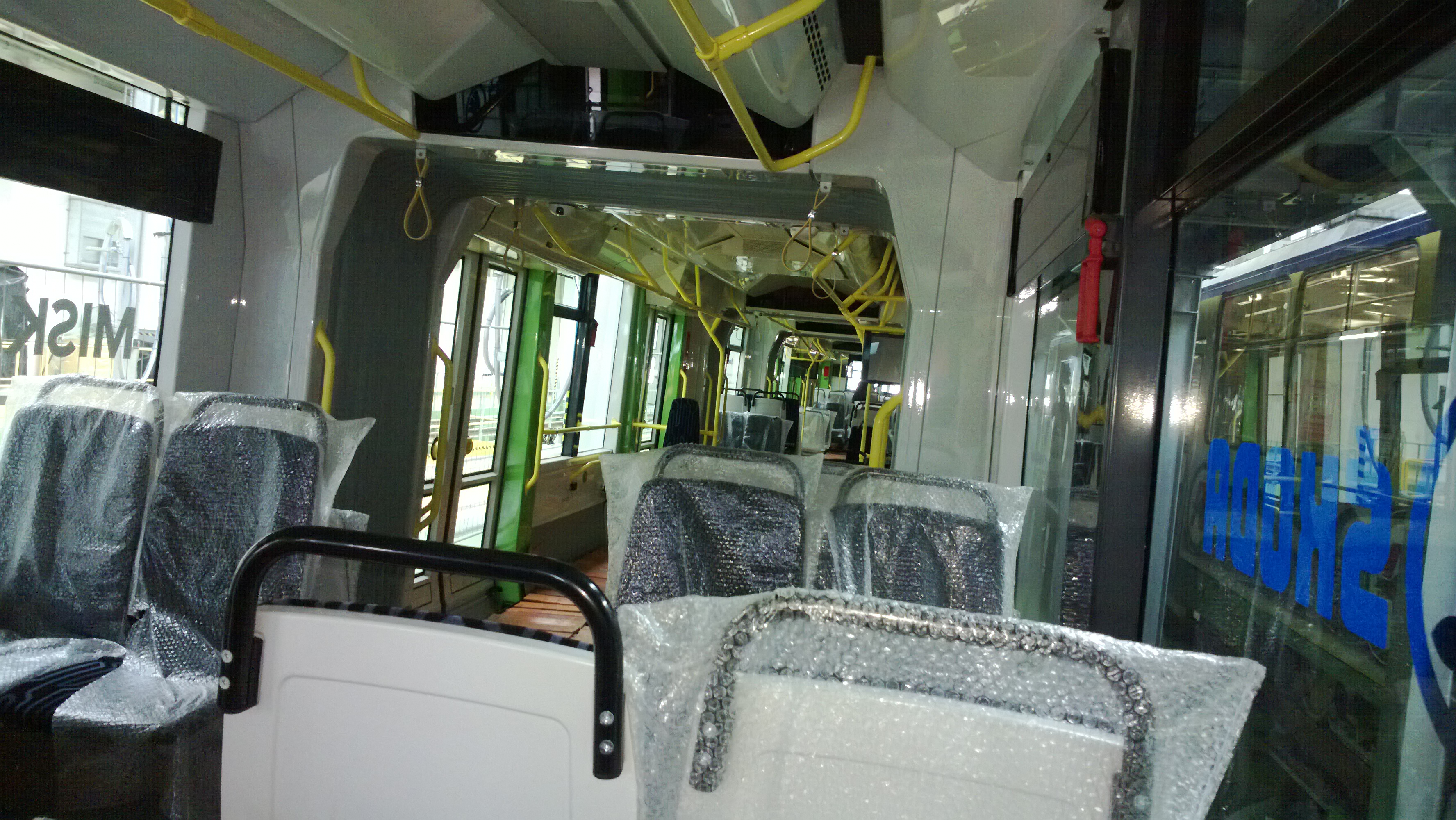
車内
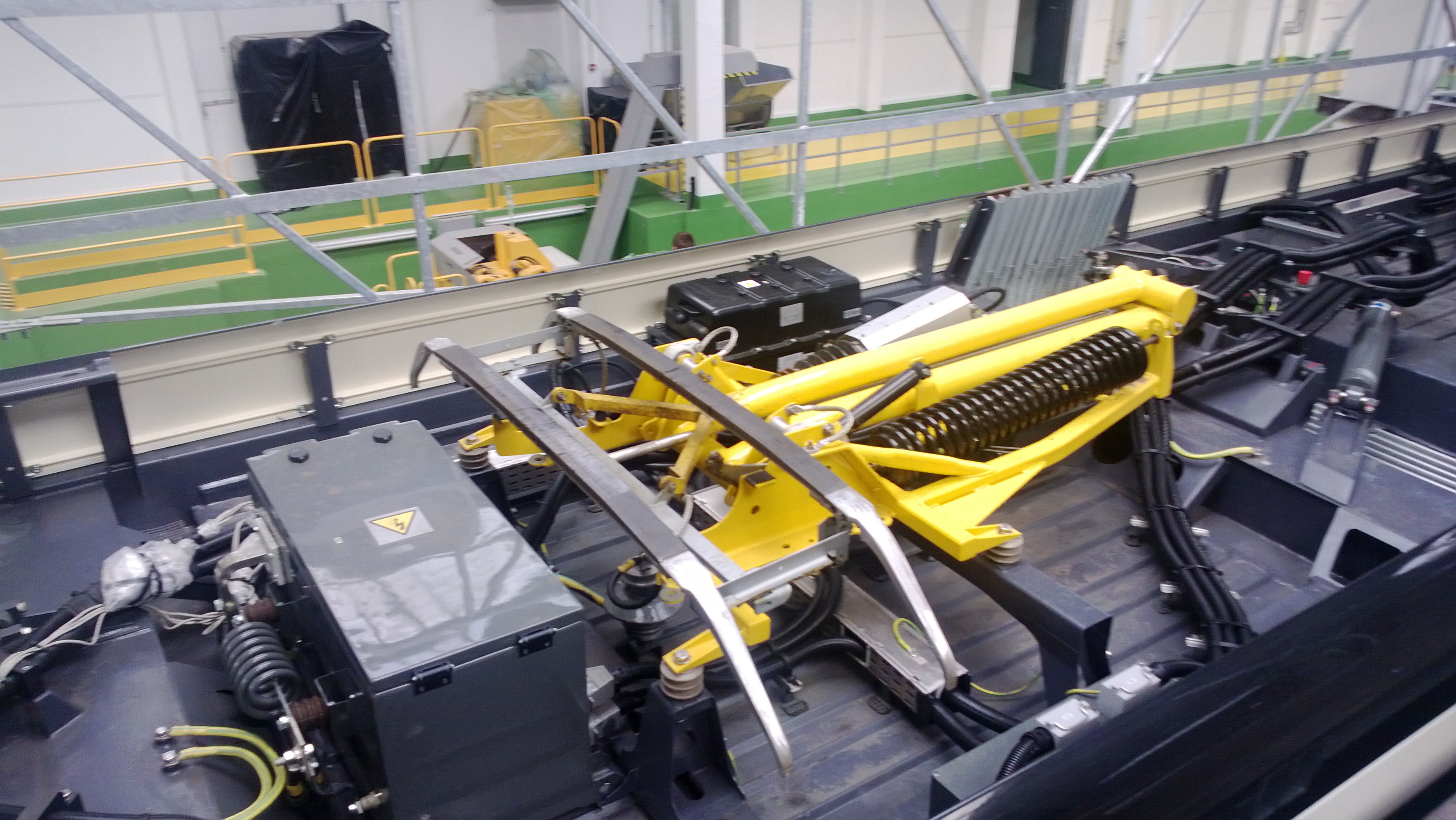
集電装置

シュコダ・トランスポーテーションが展開する路面電車車両のうち、台車が設置されていないフローティング車体を含んだ連接構造を採用した車種。26Tと28Tについては小径車輪を用いた車軸付きのボギー台車を用いる一方、35Tは車軸がない独立車輪式台車を使用しており、全形式とも車内全体に段差が存在しない100％低床構造となっている。動力台車の側梁の外側には小型の主電動機（水冷式誘導電動機）やディスクブレーキ、動力を車輪に伝える駆動装置が搭載されており、メンテナンスの簡素化が考慮されている。車内には車椅子スペースがあり、中間のフローティング車体に設置される他、冷暖房双方に対応した空調装置（HVAC）も搭載されている。編成は3車体 - 9車体まで自由に選択できる他、納入先の車両限界に応じて車幅も2,300 mmから2,650 mmまで対応可能である。これらの設計は、欧州連合加盟国を走る鉄道の安全基準「EN 15227」に適合している。
車体デザインはチェコのインダストリアル企業であるAufeer Designが手掛けており、以降同社はシュコダが展開する多くの路面電車車両のデザインに携わっている。

## 26T

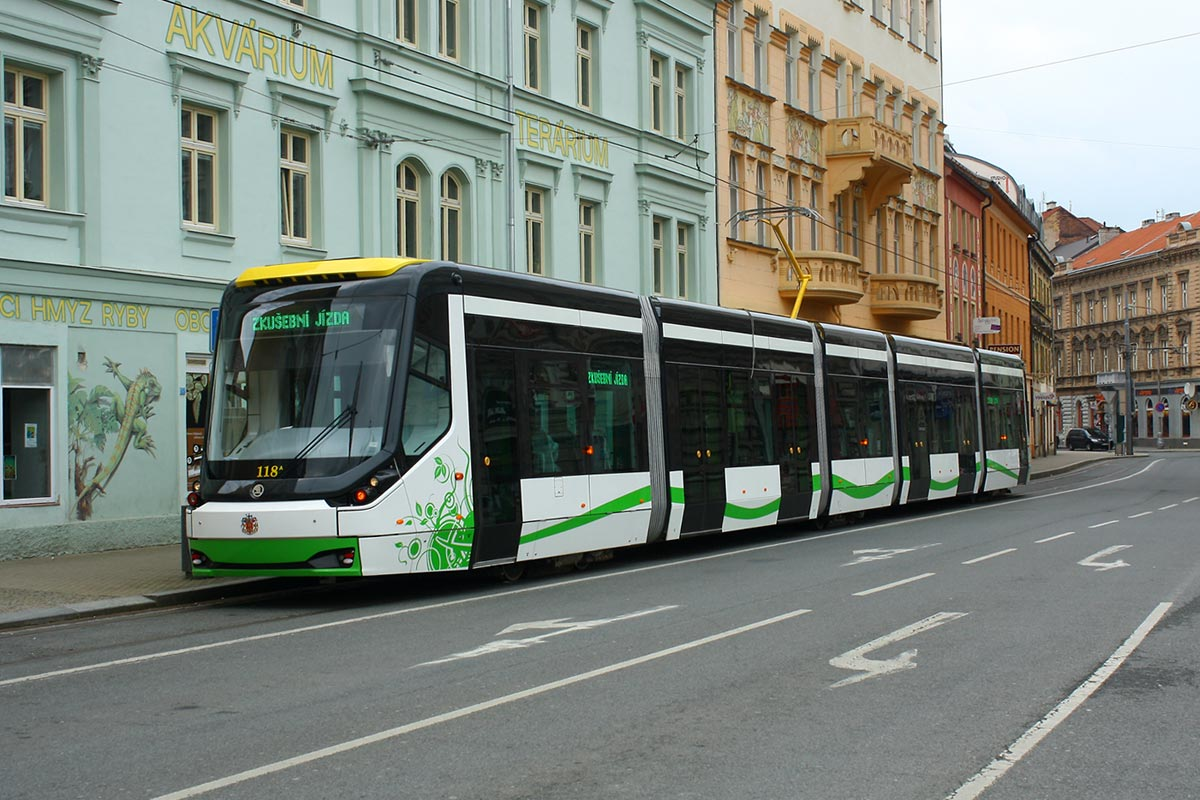
26T（プルゼニ市電試運転時）

### 概要
ハンガリーの都市・ミシュコルツの路面電車であるミシュコルツ市電では、2009年から欧州連合からの支援を受けて「グリーンアロウ」と呼ばれるプロジェクトが実行に移され、軌道の更新、電停の改修、路線の延伸など、先進的な路面電車（ライトレール）を目指した大規模な近代化が実施された。その一環として、2013年から営業運転に投入されたのが26Tである。車体デザインは前述の通りAufeer Designが手掛けたが、塗装についてはミシュコルツ市民による投票によって選ばれ、環境に優しい車両という特徴を表現したものが採用されている。
最初の車両は同年に完成し、ミシュコルツ市電導入前の5月にはチェコのプルゼニ市電の線路を用いた試運転が実施された。契約分の31両は翌2014年までに導入が完了し、以降のミシュコルツ市電の定期列車には全て26Tが使用されている。
- 車内
- 集電装置

### 諸元
| 形式 | 製造年   | 総数     | 軌間     | 編成                        | 運転台                         | 軸配置     | 備考・参考               |
| ---- | -------- | -------- | -------- | --------------------------- | ------------------------------ | ---------- | ------------------------ |
| 26T  | 2013-15  | 31両     | 1,435mm  | 5車体連接車                 | 両運転台                       | Bo'2'Bo'   | [ 7 ] [ 8 ] [ 9 ] [ 12 ] |
| 26T  | 電圧     | 全長     | 全幅     | 全高                        | 床面高さ                       | 低床率     | [ 7 ] [ 8 ] [ 9 ] [ 12 ] |
| 26T  | 直流600V | 32,100mm | 2,650mm  | 3,560mm                     | 330mm                          | 100%       | [ 7 ] [ 8 ] [ 9 ] [ 12 ] |
| 26T  | 重量     | 最高速度 | 着席定員 | 立席定員 (乗車密度4人/m2時) | 最大定員 (乗車密度7.28人/m2時) | 電動機出力 | 定格出力                 |
| 26T  | 37.7t    | 70km/h   | 56人     | 164人                       | 354人                          | 100kw      | 400kw                    |

## 28T

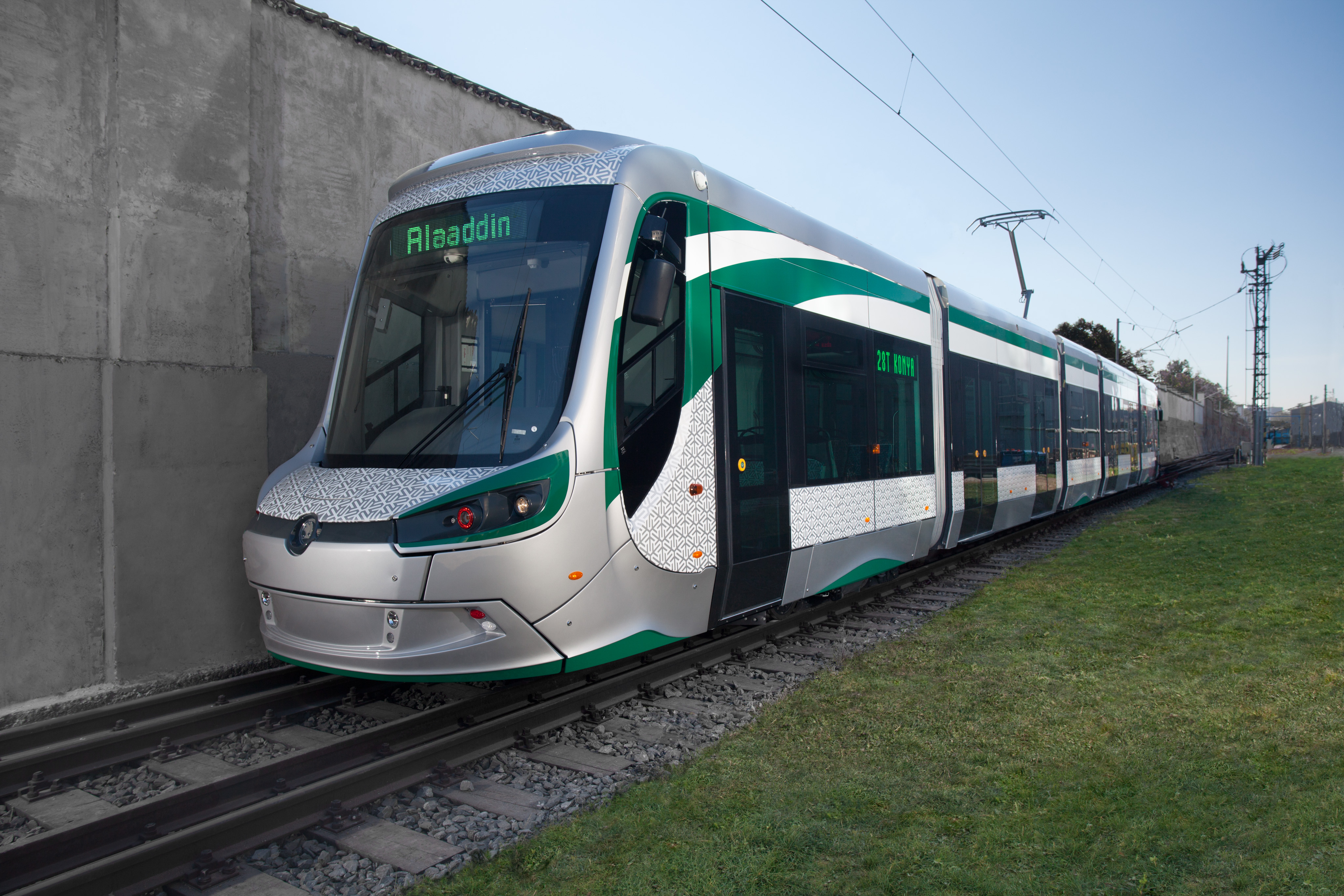
28T（コンヤ・トラム）

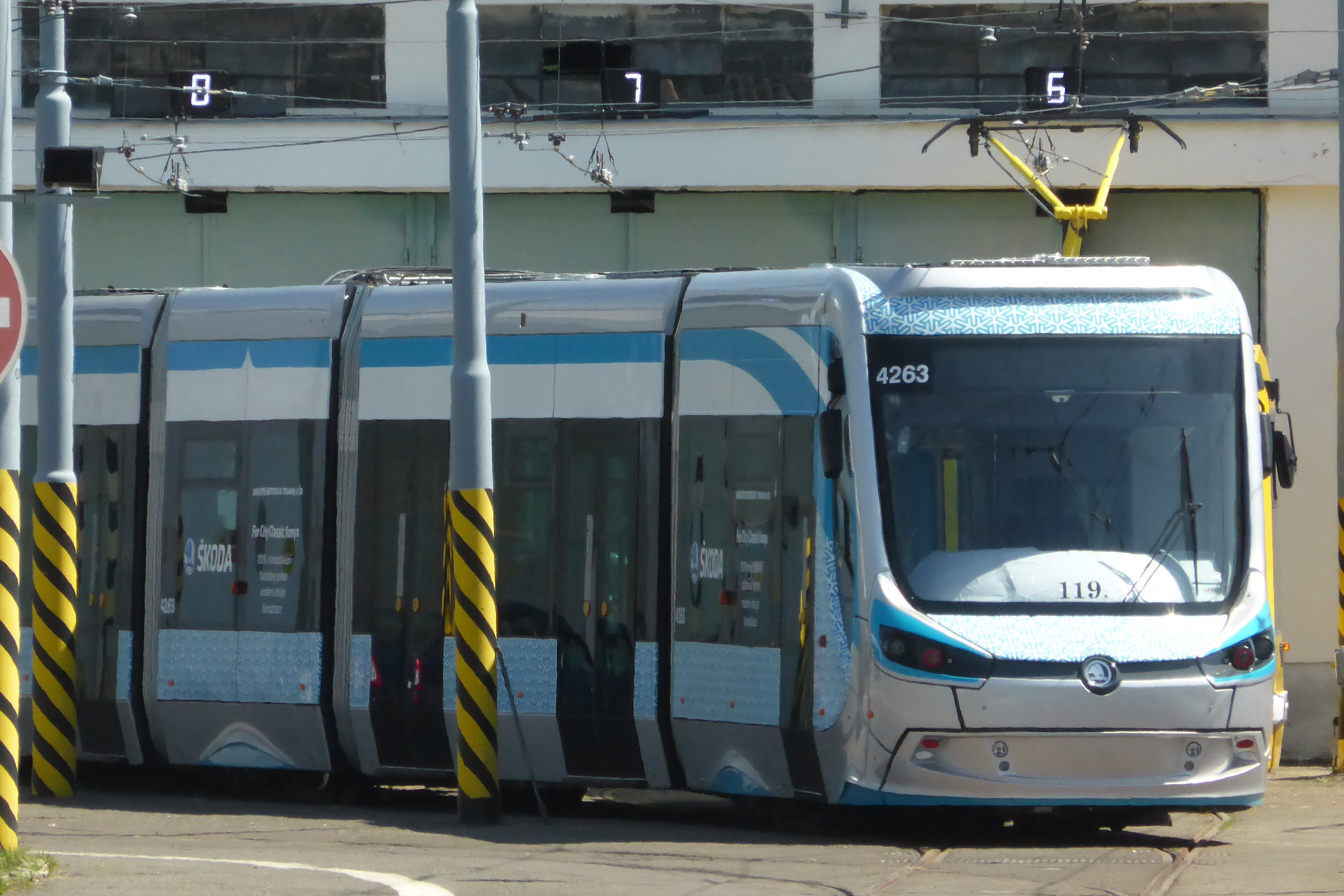
28T2（コンヤ・トラム）

### 概要（コンヤ・トラム）
2013年5月、シュコダ・トランスポーテーションはトルコの都市・コンヤを走るコンヤ・トラムの延伸に合わせた新型車両導入の契約を獲得し、ミシュコルツ市電向けの26Tを基にした新型電車・28Tの製造を発表した。26Tとの相違点として、コンヤ市電の車両限界に合わせた車体幅の縮小、連結運転に備えた自動連結器の設置、猛暑に対応するための空調装置の強化や屋根の再設計、長距離の地下区間に備えた火災安全性の向上等が存在する。塗装はイスラム建築を始めとしたコンヤの名所や歴史をモチーフにしたデザインが採用されている。
コンヤ市電向け車両は2013年から製造が始まり、翌2014年2月25日から営業運転を開始した。契約分の60両の導入は2015年までに完了している。
一方、2014年に追加発注が行われた12両については、市内中心部の歴史地区を経由する約3 kmの架線レス区間を含む延伸路線での運行を前提としており、チタン酸リチウム二次電池を用いた充電システムの「CatFree」が搭載されている。「28T2」という形式名が与えられたこれらの車両は2015年中に納入が行われている。

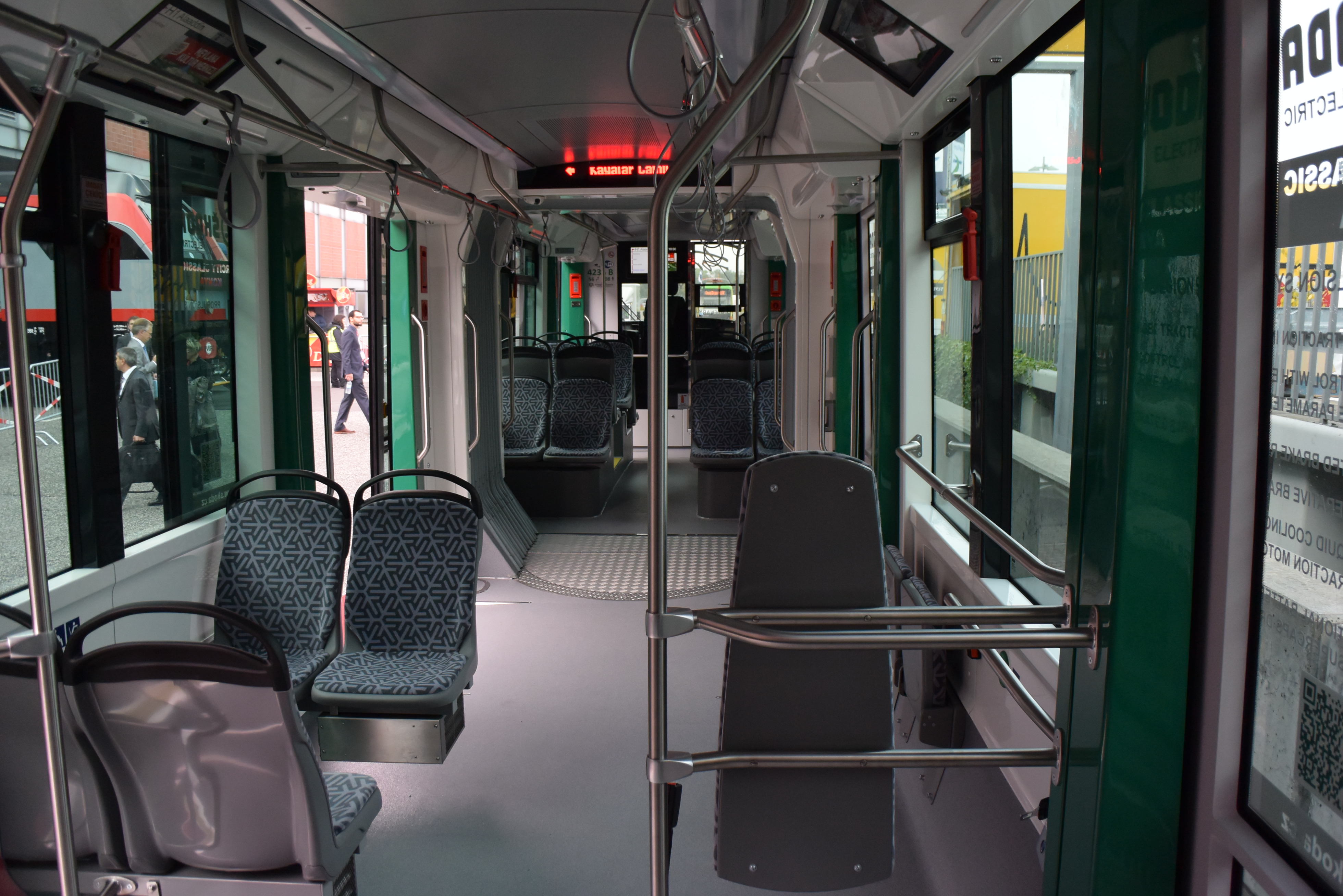
車内

### 諸元（コンヤ・トラム）
| 形式     | 製造年   | 総数                 | 軌間     | 編成                        | 運転台                      | 軸配置     | 備考・参考                         |
| -------- | -------- | -------------------- | -------- | --------------------------- | --------------------------- | ---------- | ---------------------------------- |
| 28T 28T2 | 2013-15  | 60両(26T) 12両(26T2) | 1,435mm  | 5車体連接車                 | 両運転台                    | Bo'2'Bo'   | [ 13 ] [ 14 ] [ 15 ] [ 18 ] [ 19 ] |
| 28T 28T2 | 電圧     | 全長                 | 全幅     | 全高                        | 床面高さ                    | 低床率     | [ 13 ] [ 14 ] [ 15 ] [ 18 ] [ 19 ] |
| 28T 28T2 | 直流750V | 32,520mm             | 2,550mm  | 3,560mm                     | 330mm                       | 100%       | [ 13 ] [ 14 ] [ 15 ] [ 18 ] [ 19 ] |
| 28T 28T2 | 重量     | 最高速度             | 着席定員 | 立席定員 (乗車密度4人/m2時) | 最大定員 (乗車密度8人/m2時) | 電動機出力 | 定格出力                           |
| 28T 28T2 | ？       | 70km/h               | 56人     | 154人                       | 364人                       | 100kw      | 400kw                              |

### 概要（エストラム）
エストラム（EsTram）は、2004年に開通したトルコの都市・エスキシェヒルの路面電車（ライトレール）である。2016年、シュコダ・トランスポーテーションは延伸に備えた増備分である5車体連接車・14両の契約を獲得した。延伸路線の一部には架線が設置されていない非電化区間（架線レス区間）が含まれているため、車両には充電システム「CatFree」が搭載されている。2018年5月に最初の車両が完成し、同年9月から営業運転に投入されている。試運転はエストラムに加えてスロバキアのブラチスラヴァ市電でも実施されている。

### 諸元（エストラム）
| 形式 | 製造年   | 総数     | 軌間     | 編成                        | 運転台                      | 軸配置     | 備考・参考    |
| ---- | -------- | -------- | -------- | --------------------------- | --------------------------- | ---------- | ------------- |
| 28T  | 2018-    | 14両     | 1,000mm  | 5車体連接車                 | 片運転台                    | Bo'2'Bo'   | [ 26 ] [ 27 ] |
| 28T  | 電圧     | 全長     | 全幅     | 全高                        | 床面高さ                    | 低床率     | [ 26 ] [ 27 ] |
| 28T  | 直流750V | 30,080mm | 2,300mm  | 3,500mm                     | 330mm                       | 100%       | [ 26 ] [ 27 ] |
| 28T  | 重量     | 最高速度 | 着席定員 | 立席定員 (乗車密度6人/m2時) | 最大定員 (乗車密度6人/m2時) | 電動機出力 | 定格出力      |
| 28T  | ？       | 70km/h   | 41人     | 176人                       | 217人                       | 100kw      | 400kw         |

## 35T

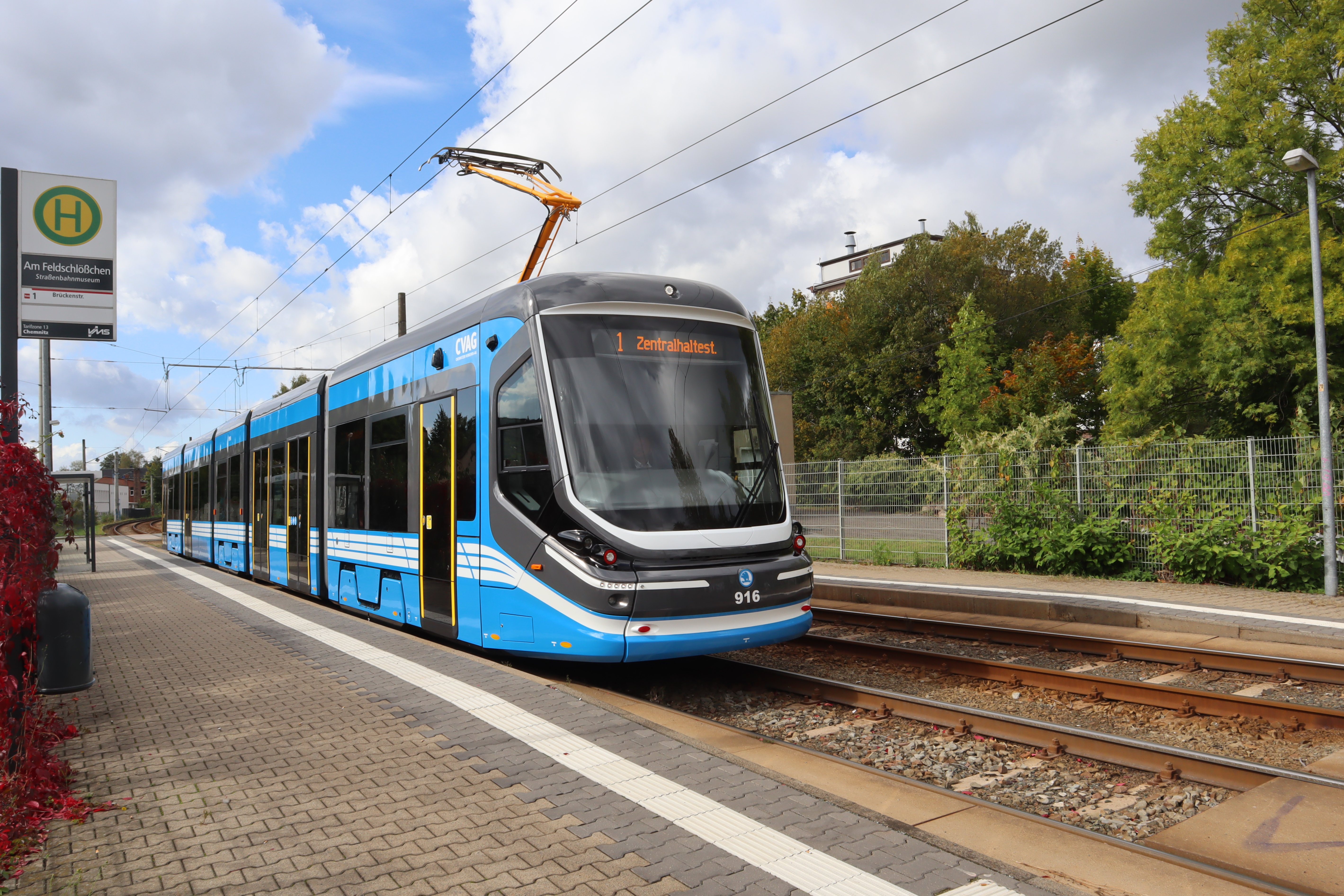
35T

### 概要
2016年6月、シュコダ・トランスポーテーションは初の西ヨーロッパ向け路面電車車両として、ドイツのケムニッツでケムニッツ市電を運営するケムニッツ交通との間に5車体連接車を製造する契約を約9億5,000万コルナで結んだ。ライトレール規格の路線を走る事から設計最高速度は80 km/hとなり、車体の製造にはステンレス鋼が用いられている。車内には車椅子やベビーカーに加え、自転車も設置可能なフリースペースが2箇所に存在する。台車の構造も26Tや28Tから変更され、車軸がない独立車輪型台車となり、各車輪の外側にはハブモーターが設置されている。これにより、従来のフォアシティ・クラシックの台車上部の床に存在した縦方向のスロープが無くなっている。
2019年9月25日から営業運転を開始し、14両が導入される予定である。

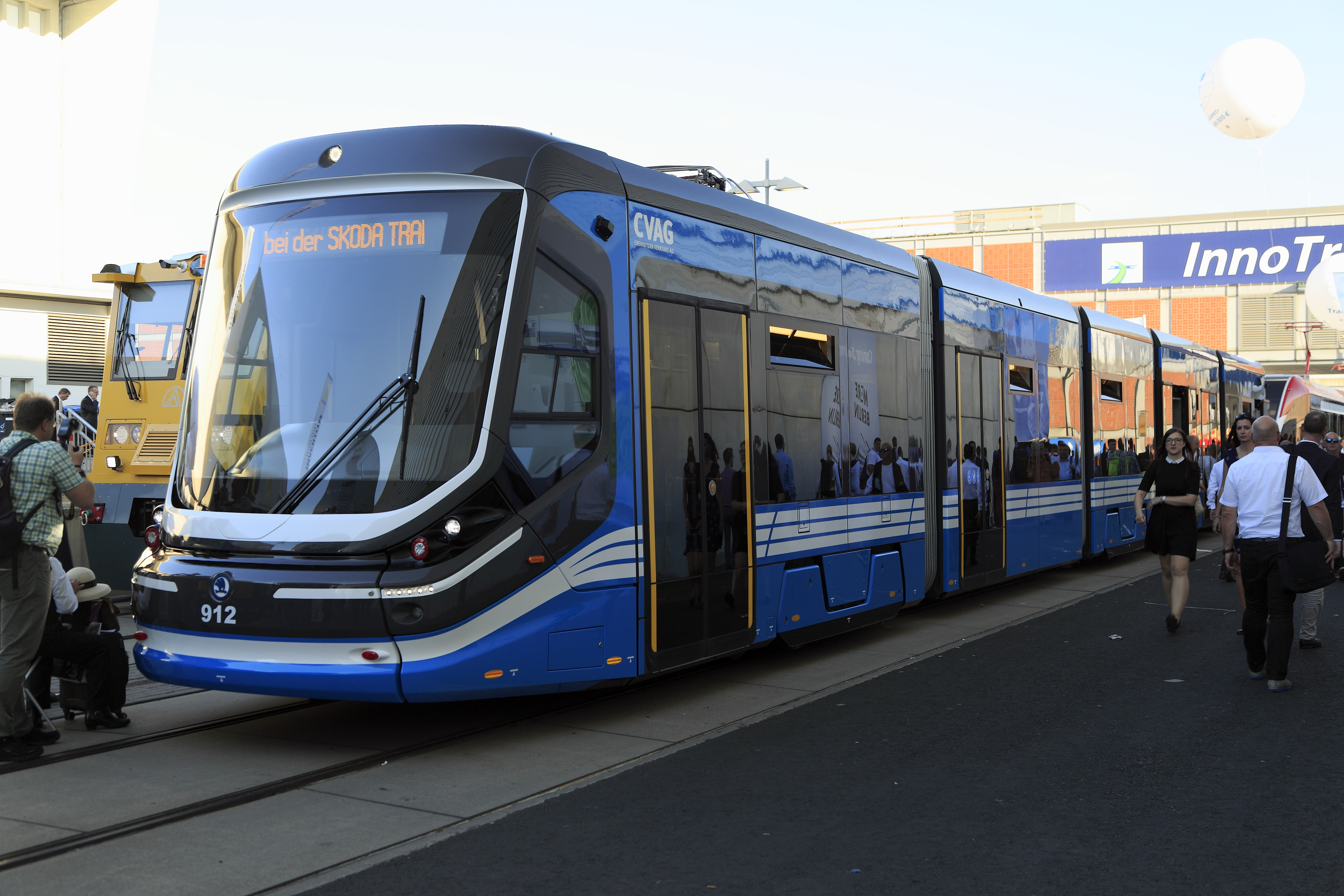
イノトランスで展示された35T（2018年撮影）
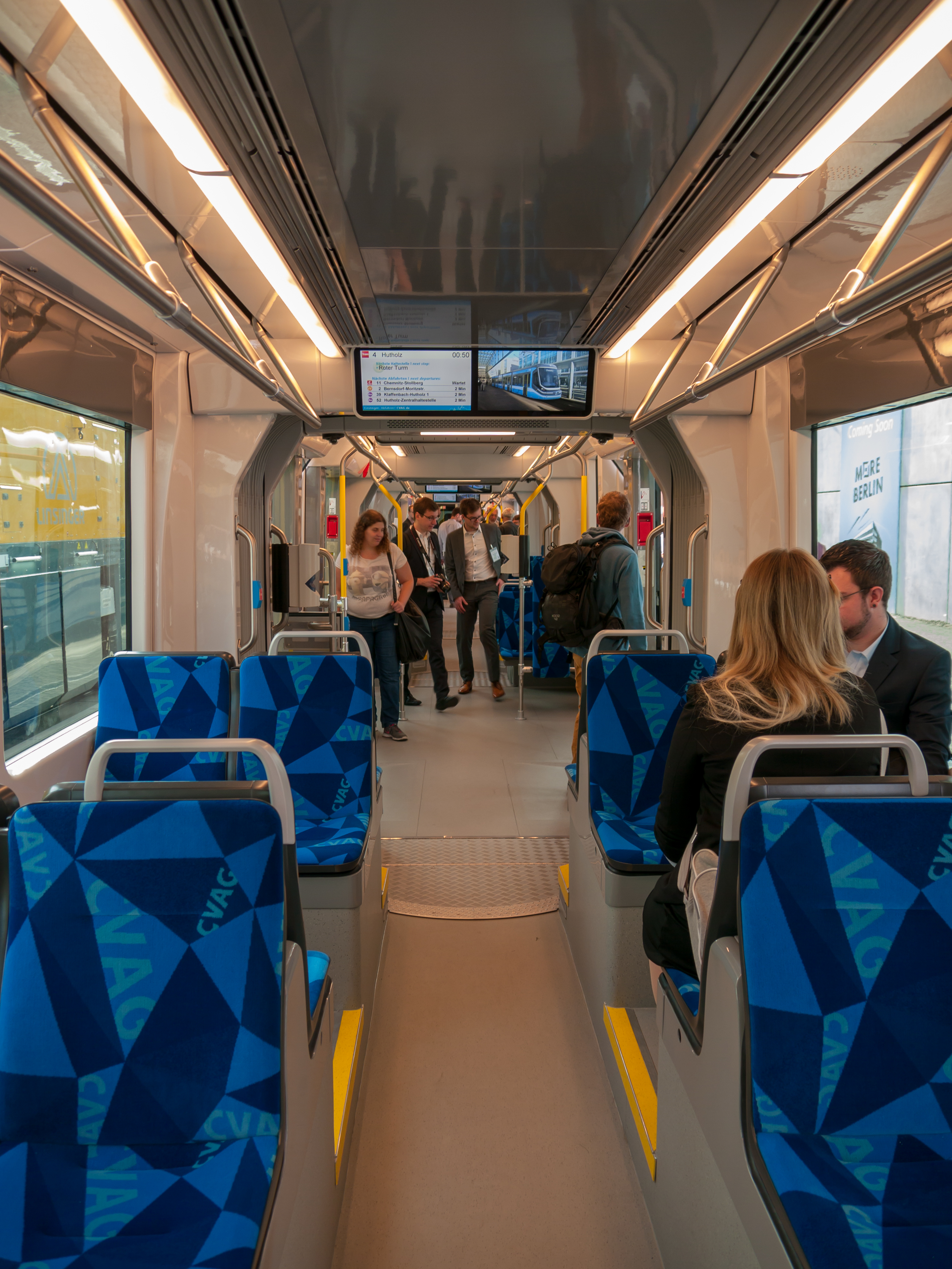
車内
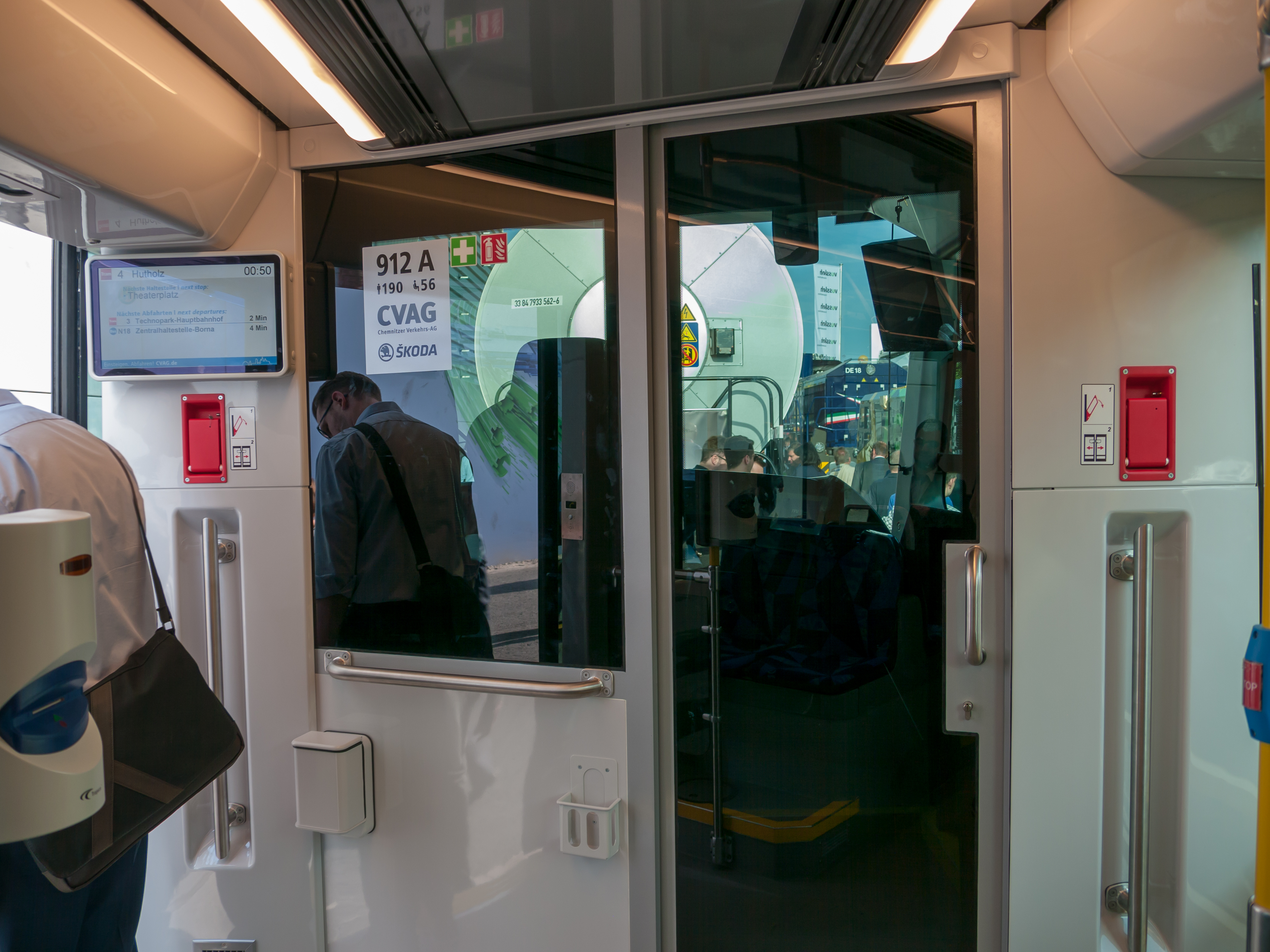
運転台付近

## 関連項目

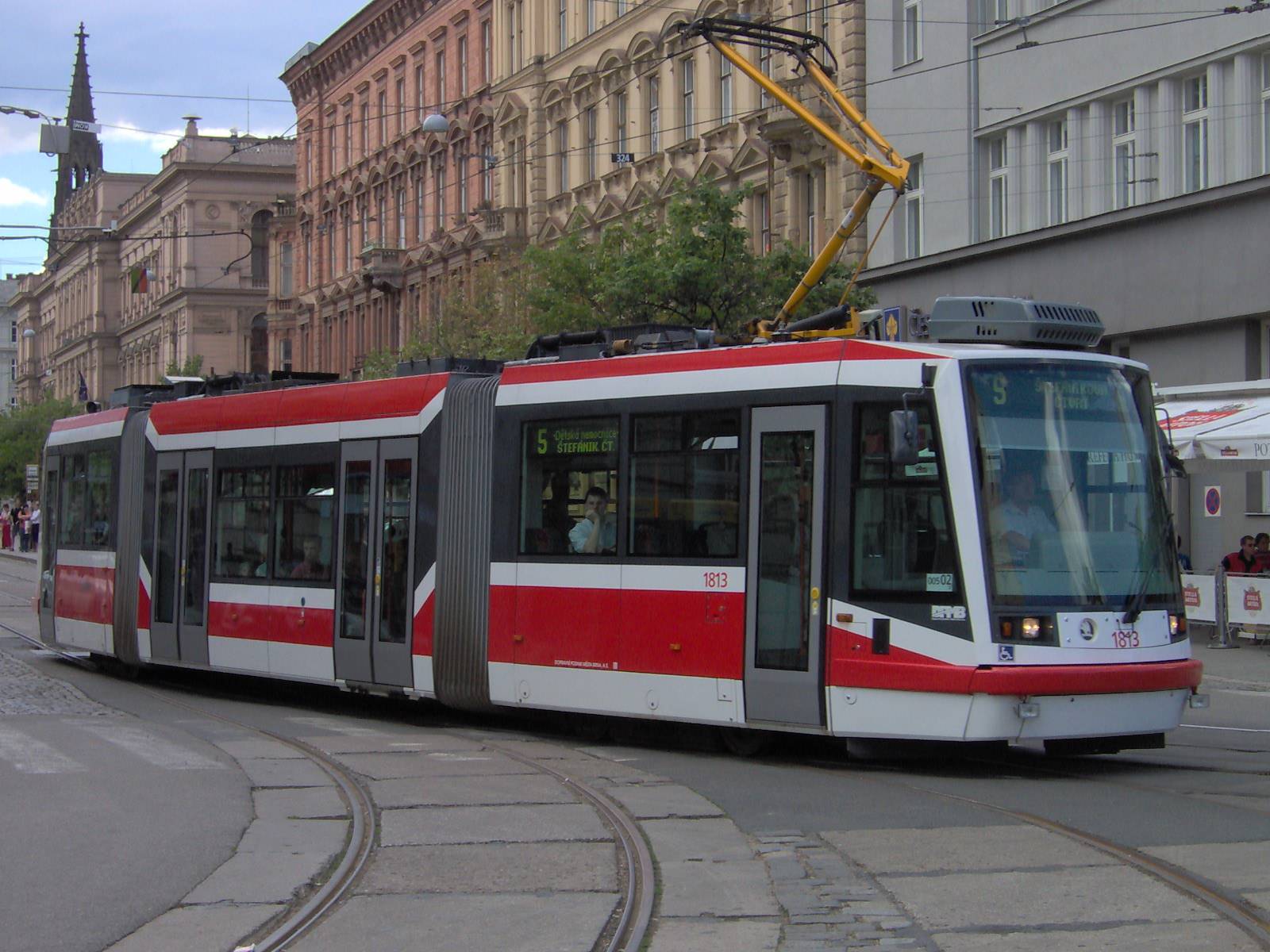
アストラ
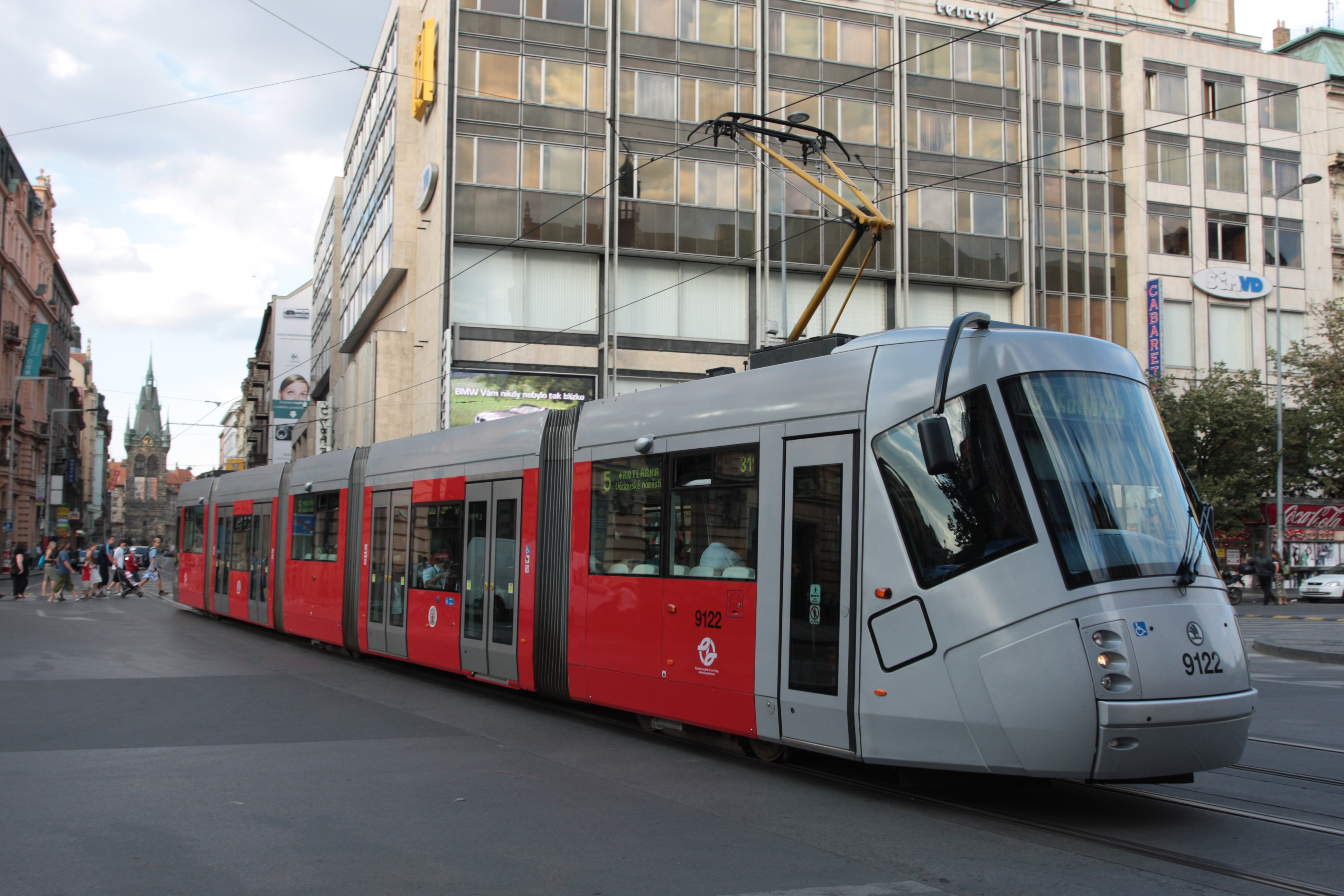
エレクトラ
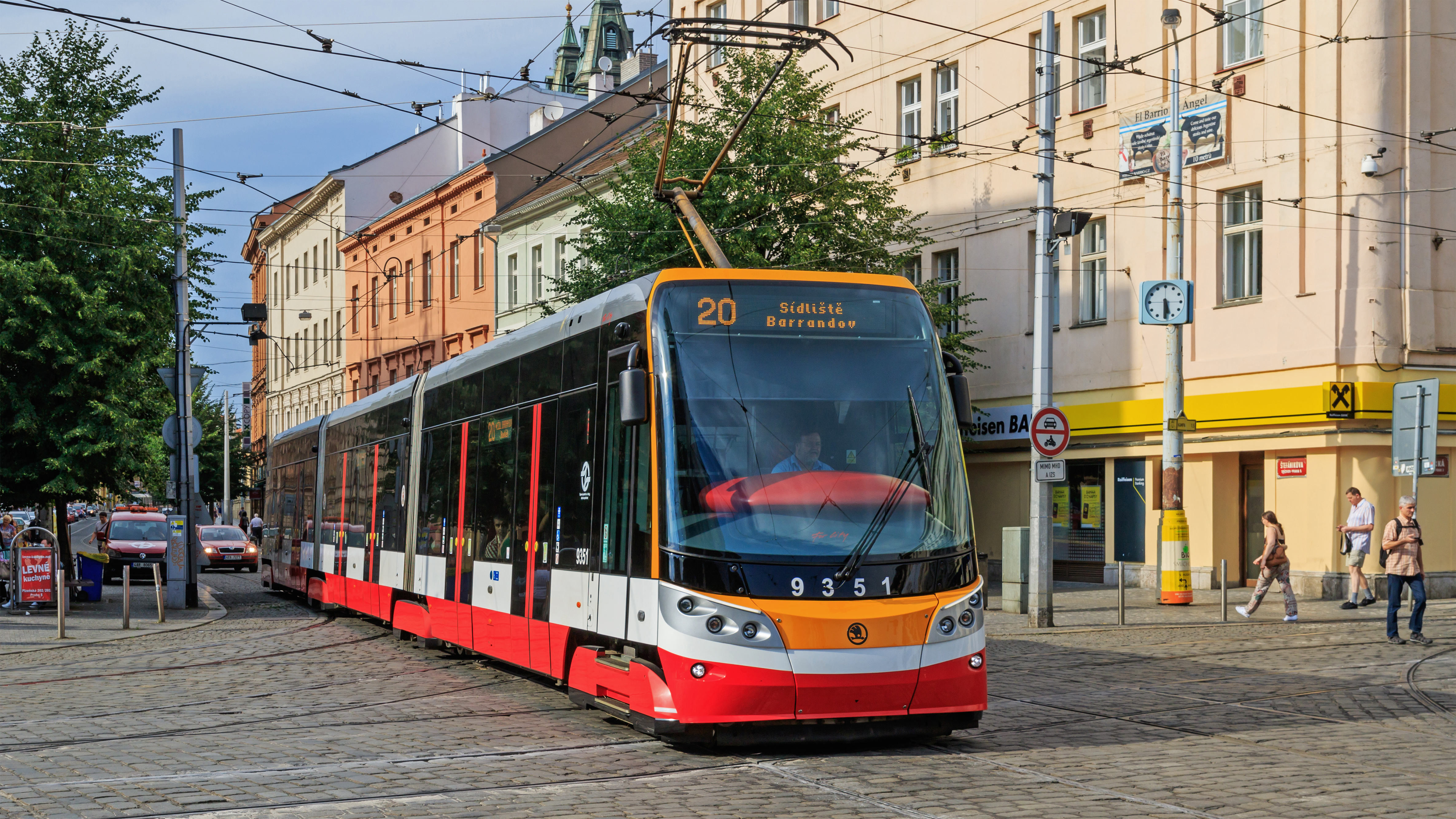
フォアシティ・アルファ
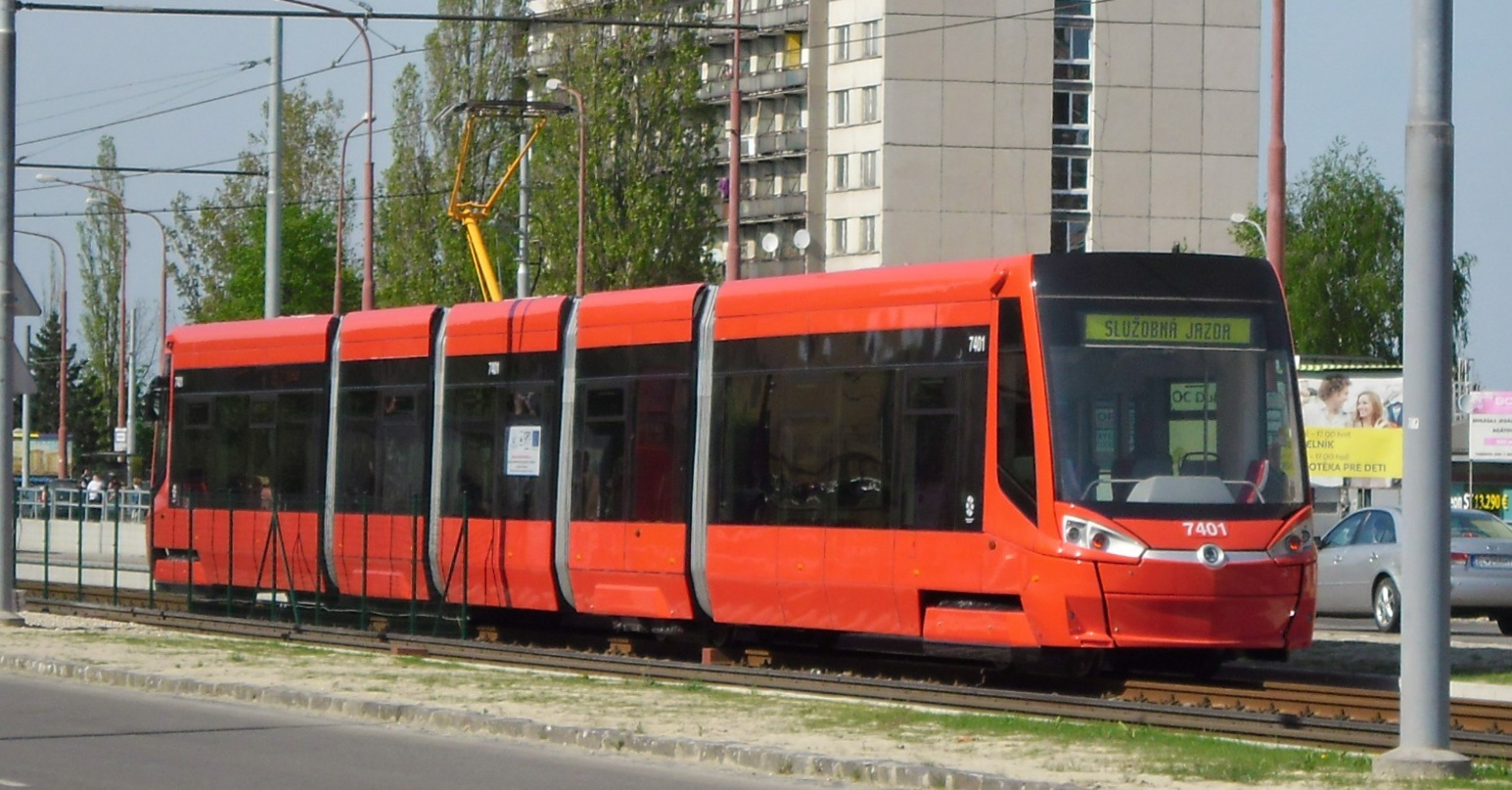
フォアシティ・プラス
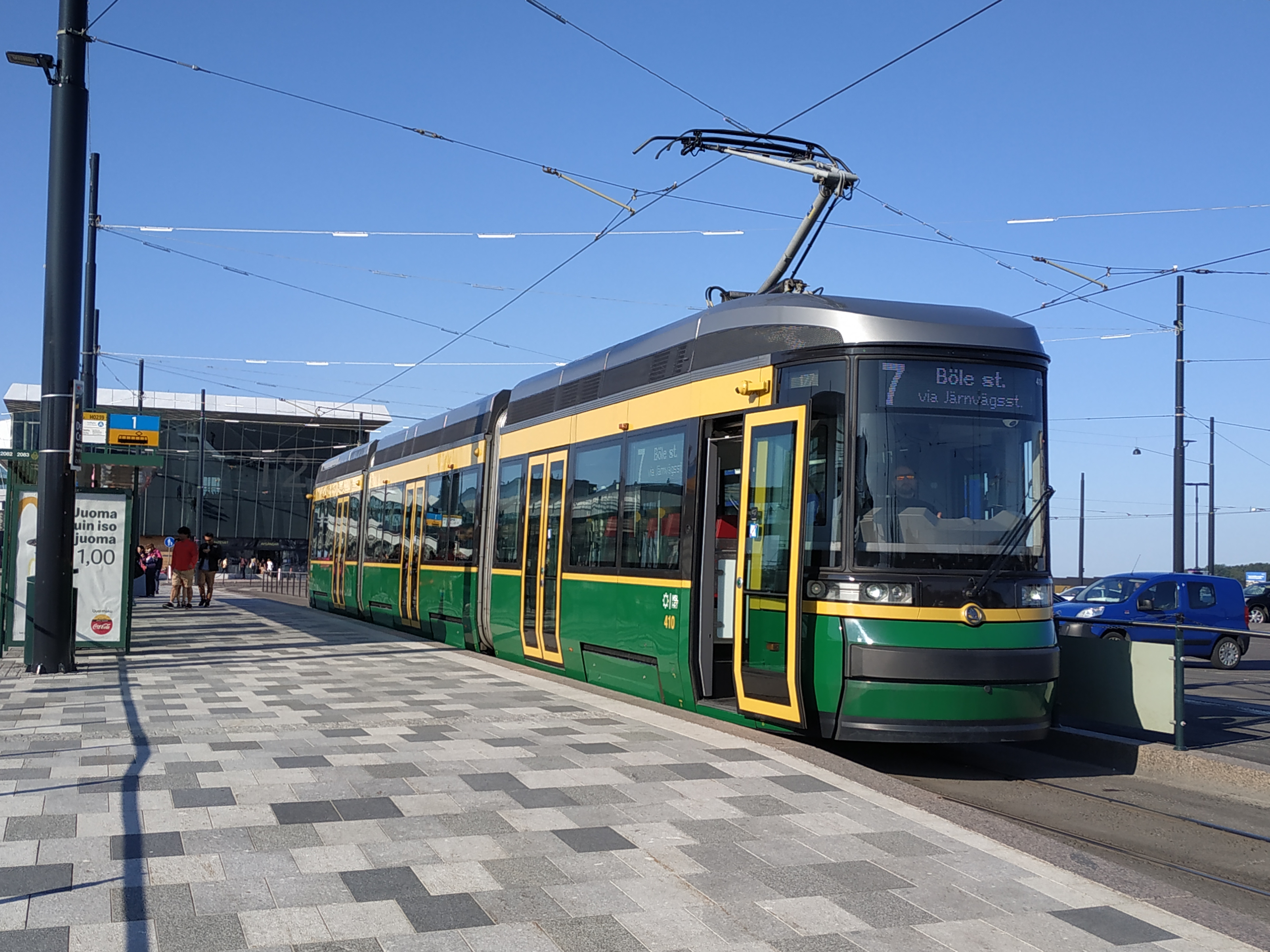
フォアシティ・スマート

### 諸元
| 形式 | 製造年       | 総数     | 軌間         | 編成                    | 運転台                         | 軸配置     | 備考・参考                 |
| ---- | ------------ | -------- | ------------ | ----------------------- | ------------------------------ | ---------- | -------------------------- |
| 35T  | 2018-        | 14両     | 1,435mm      | 5車体連接車             | 両運転台                       | BoBoBo     | [ 1 ] [ 28 ] [ 29 ] [ 30 ] |
| 35T  | 電圧         | 全長     | 全幅         | 全高                    | 床面高さ                       | 低床率     | 重量                       |
| 35T  | 直流600/750V | 31,390mm | 2,650mm      | 3,710mm                 | 350mm(車内) 290mm(扉付近)      | 100%       | ？                         |
| 35T  | 最高速度     | 着席定員 | 折り畳み座席 | 定員 (乗車密度4人/m2時) | 最大定員 (乗車密度6.67人/m2時) | 電動機出力 | 定格出力                   |
| 35T  | 80km/h       | 56人     | 8人分        | 191人                   | 281人                          | ？         | 560kw                      |

## 導入予定

### ソフィア
2016年9月、シュコダ・トランスポーテーションはブルガリアの首都・ソフィアの路面電車であるソフィア市電向けにフォアシティ・クラシックを導入する契約を交わした。契約金額には欧州連合からの補助金が含まれており、予備部品や乗務員の訓練分も含まれている。ソフィア市電が有する路線のうち狭軌（1,009 mm）の路線向けの車両として製造される事になっており、最大定員は200人（乗車密度5人/m2時）、最高速度は70 km/hで、13両が製造される予定である。

### ベルガモ
2023年、シュコダ・トランスポーテーションはイタリアの都市・ベルガモとヴィッラ・ダルメを結ぶライトレール（T2号線）に導入される10両の新型車両（フォアシティ・クラシック）に関する契約を獲得した。編成は100 %低床構造の5車体連接式で、車内には冷暖房双方に対応した空調装置が設置される他、最新の衝突防止機構が搭載される事になっている。

## 参考資料
- Jiří Vokoun (2014年11月11日). New Generation of SKODA Trams in European Cities (PDF) (Report). Škoda Transportation. 2019年12月10日時点のオリジナル (PDF)よりアーカイブ。2022年4月21日閲覧。